# Алексис Алексудис
Алексис Алексудис (грч. Αλέξης Αλεξούδης; Лерин, 20. јун 1972) бивши је грчки фудбалер.

## Каријера
Играо је на позицији нападача. Фудбалску каријеру је започео у редовима Панелефсинијакоса 1989. године, у којем је провео једну сезону. Привукао је пажњу стручног штаба ОФИ−ја са Крита, којем се придружио 1990. године. Следеће четири сезоне каријере играо је за клуб из Хераклиона.
Године 1994. године потписао је уговор са Панатинаикосом, у ком је провео шест година. На утакмици против Олборга 22. новембра 1995. године постигао је гол у 28. секунди, а наредне две године је то био најбржи гол у историји Лиге шампиона.
Током 2000. године одиграо је једну утакмицу за Етникос Астерас. Завршио је играчку каријеру у клубу ОФИ, у којем је раније наступао. Придружио се екипи 2000. године, и остао до 2001. године.
За репрезентацију Грчке одиграо је 4 утакмице и постигао један гол. Био је у саставу грчке репрезентације на Светском првенству 1994. године, које је одржано у Сједињеним Државама. Играо је у другом мечу групне фазе против репрезентације Бугарске.

## Трофеји
Панатинаикос
- Првенство Грчке: 1995, 1996.
- Куп Грчке: 1995.
- Суперкуп Грчке: 1994.